# Domenico Zipoli
Domenico Zipoli (Prato, 17 de outubro de 1688 – Córdoba, 2 de janeiro de 1726) foi um jesuíta, compositor, cravista e organista da Itália. Recebeu formação tradicional na Itália, e depois de iniciar uma promissora carreira escolheu a vida religiosa, participando da atividade missionária dos jesuítas no sul da América Espanhola. Sua vida foi breve e permanece mal conhecida, mas deixou marca indelével nas reduções jesuíticas, conhecido como grande organista e compositor, com obras que permaneceram vivas na tradição musical local.

## Biografia
Recebeu suas primeiras lições na capela da Catedral de Florença em torno de 1700, mas não é conhecido com segurança qual teria sido o seu professor. Na época ali estavam em atividade Pietro Sanmartini, Giovanni Maria Pagliardi e Giovanni Maria Cassini. Em seguida foi enviado a Nápoles por Cosme III de Médici, grão-duque da Toscana, para estudar com Alessandro Scarlatti, mas entrou em conflito com o mestre e demorou-se pouco tempo. Com 21 anos é assinalado em Bolonha tendo aulas com o teórico e tratadista Lavinio Vanucci, e completou sua fase formativa em Roma sob a orientação de Bernardo Pasquini. Dele receberia o fundamental para a composição de sua obra mais famosa, Sonate d'intavolatura per organo e cimbalo, que apareceu em 1716, mas desde alguns anos antes já apresentava suas composições a público, como os oratórios Santo Antônio de Pádua de 1714, do qual só sobreviveu o libreto, e Santa Catarina, Virgem e Mártir, do mesmo ano. Antes do início de 1716 já havia ascendido à prestigiada posição de organista da Igreja de Jesus em Roma, a matriz da Ordem Jesuíta, atuando também como mestre de capela da Casa Professa da Ordem. No mesmo ano, decidiu-se pela carreira religiosa e dirigiu-se a Sevilha, onde foi admitido como noviço dos jesuítas no dia 1º de julho.
Registros literários atestam sua atividade como organista e compositor na Catedral de Sevilha, mas toda a sua produção neste local foi perdida. Em 5 de abril de 1717 engajou-se em uma expedição missionária para Argentina. Duas semanas depois de chegar já estava em Córdoba, onde ingressou no Colégio Máximo e na Universidade de Córdoba a fim de aperfeiçoar seu preparo religioso e intelectual.
Ali seus dotes ao órgão foram elogiados e sua fama se espalhou pela América Espanhola, considerado o mais insigne entre todos os organistas em atividade nas missões do sul, a "cuja harmonia perfeita nada mais doce ou mais elaborado poderia superar", como disse o crítico Peramás em 1728. O padre Pedro Lozano, que o acompanhou à América, assim o descreveu: "Era peritíssimo em música, como demonstra o pequeno livro que deu à luz. [...] Deu grande solenidade às festas religiosas através da música, com não pequeno prazer dos espanhóis tanto como dos neófitos [os índios], e tudo sem deixar de lado outros estudos em que fez não pequenos progressos, como na filosofia e na teologia. Enorme era a quantidade de gente que acorria à nossa igreja com o desejo de ouvi-lo tocar com tanta harmonia". Morreu com 37 anos na redução de Santa Catalina, a 50 km de Córdoba, em 2 de janeiro de 1726, aparentemente sem chegar a ser ordenado padre.

## Obra

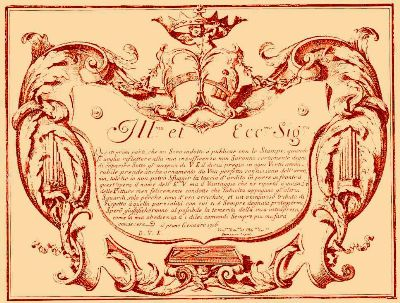
Frontispício das suas Sonate d'intavolatura per organo e cimbalo.

De acordo com alguns testemunhos, pensa-se que algumas de suas composições permaneceram sendo executadas pelos descendentes dos índios reduzidos até o início do século XX. Faziam-no de cor, pois sucedendo a derrocada da Ordem Jesuíta e sua expulsão da América no fim do século XVIII, o treinamento musical que recebiam dos padres foi interrompido, e como refere Gasta, ao que parece não lhes ensinavam a ler as partituras, mas apenas a cantar e tocar, confiando na proverbial capacidade de memorização dos índios, que se comprova na longa continuidade da tradição prática.
Porém, para os ocidentais, até meados do século XX a vida e obra de Zipoli eram tão mal conhecidas que ainda não se fazia ideia de que o missionário da Argentina e o compositor das Sonate d'intavolaure fossem a mesma pessoa. Em 1941 o musicólogo uruguaio Lauro Ayestarán pela primeira vez fez a ligação, e depois de muito debate a identidade entre as duas figuras foi amplamente reconhecida. Desde então as pesquisas se intensificaram e vieram à luz outras peças, como uma cantata para soprano e baixo contínuo, um fragmento para violino e baixo contínuo, e uma missa para três vozes solistas, coro e orquestra de câmara. Entretanto, só em 1972 revelou-se o grosso de sua produção, quando o arquiteto Hans Roth, que trabalhava no restauro das igrejas das reduções de Chiquitos, na Bolívia, descobriu um grande acervo de cerca de cinco mil partituras, onde foram identificadas muitas obras do autor, entre elas mais duas missas, dois salmos, quatro hinos, cinco antífonas, peças para teclado e várias outras, incluindo a ópera San Ignazio de Loyola, a segunda composição neste gênero a ser escrita na América.
O estilo de sua produção se alinha ao Barroco tardio europeu. Suas famosas Sonate d'intavolature traem a influência de Cabezón, Titelouze, Frescobaldi e Bach, dando grande ênfase ao contraponto, mas diferindo deles, deu à tradição recebida mais clareza e leveza, apontando para os futuros desenvolvimentos do "estilo galante", ou Rococó. A coleção de peças parece ter sido composta em um único e breve episódio criativo, e mostra uma estrutura coerente, com um encadeamento lógico de tonalidades e contrastes dinâmicos que dá ao conjunto uma unidade arquitetônica, embora sejam peças independentes.
Sua ópera San Ignazio de Loyola, segundo Gasta, foi composta para ser executada por índios, e tendo um conteúdo doutrinal e histórico, narrando a vida do fundador santo Inácio de Loyola e seu companheiro são Francisco Xavier, fazia parte das práticas artísticas empregadas pelos jesuítas para melhor conversão e educação dos nativos na fé cristã e no modo de vida europeu. Trazia um texto espanhol para ser cantado, e um em linguagem chiquitana que explicava o enredo para os que ainda não compreendiam espanhol. A partitura que sobreviveu em Chiquitos provavelmente foi arranjada em alguma medida pelo padre Martin Schmidt, que o sucedeu e copiou e "corrigiu" muitas de suas obras, distribuindo-as pelas missões da região, e talvez a ele se deva também o acréscimo do texto em linguagem indígena. A obra tem a estrutura tradicional das óperas barrocas, com uma sucessão de árias e recitativos, mas distingue-se pela sua brevidade. O alto grau de dificuldade da música, especialmente nas partes vocais, atesta o grande talento de alguns índios e o excelente preparo que lhes ministravam os padres.
| Gavota em si menor                         |
|                                            |
| Interpretada ao cravo por Martha Goldstein |

| Largo em si menor                          |
|                                            |
| Interpretado ao cravo por Martha Goldstein |